# Blood, Sweat & Tears
Blood, Sweat & Tears (někdy též „BS&T“) je americká jazzrocková hudební skupina založená v roce 1967 v New Yorku. Je známá kombinací žesťových nástrojů s rockovým instrumentářem. BS&T prošli četnými proměnami s různým obsazením a zahrnují širokou škálu hudebních stylů. Jejich zvuk spojoval rock, pop a R&B/soul s bigbandovým jazzem.
Druhé eponymní album skupiny strávilo sedm týdnů na vrcholu amerických žebříčků v roce 1969 a v roce 1970 získalo cenu Grammy za album roku. Obsahovalo hity "And When I Die", "You've Made Me So Very Happy" a "Spinning Wheel". Všechny tyto skladby dosáhly druhého místa v žebříčku Billboard Hot 100. Následující album Blood, Sweat & Tears 3 také dosáhlo prvního místa v USA.
Kromě původní hudby je skupina známá svými aranžemi populárních skladeb od Laury Nyro, Jamese Taylora, Carole King, The Band, The Rolling Stones, Billie Holiday a mnoha dalších. Skupina také adaptovala hudbu od Erika Satieho, Thelonia Monka a Sergeje Prokofjeva do svých aranžmá.
Skupinu inspiroval "brass-rock" skupiny The Buckinghams a jejich producenta Jamese Williama Guercia, stejně jako orchestr Maynarda Fergusona. Úspěch BS&T se odehrával paralelně se soubory s podobnou sestavou jako Chicago (další skupina produkovaná Guerciem) a The Electric Flag, ale v polovině 70. let začala popularita skupiny klesat.

## Historie
Skupinu založil Al Kooper poté, co opustil Blues Project. Skupina sestávala z čtyřčlenné rytmiky a několika dechových nástrojů a hrála rockovou hudbu s jazzovými náznaky. Kooper s ní nahrál pouze první album a odešel.
Na vysoko hodnoceném jazz-rockovém druhém albu vynikl zpěvák David Clayton-Thomas. Úvod a závěr alba tvoří skladby na témata avantgardního skladatele počátku dvacátého století Erika Satie. V žebříčku časopisu Billboard se druhé album drželo v roce 1969 po sedm týdnů na prvním místě v kategorii popových LP. Třetí album obsahuje úvodní gospelovou skladbu Hi-De-Ho i téměř osmiminutovou skladbu Symphony for the Devil, variaci na píseň Sympathy for the Devil od skupiny The Rolling Stones. Po třetím albu úroveň skupiny klesala.
Skupina měla řadu nástupců, mezi nejvýznamnější patří skupina Chicago.

## Členové
- Glenn McClelland: klávesy (1987–1993, 1998, 2005–současnost)
- Dylan Elise: bicí (2015–současnost)
- Ric Fierabracci: baskytara, zpěv (2016–současnost)
- Ozzie Melendez: pozoun (2018 – záskok, 2022–současnost)
- Keith Paluso: zpěv (2019–současnost)
- Brad Mason: trubka – MD (2015, 2016–současnost)
- Adam Klipple: klávesy (2017 – záskok, 2019–současnost)
- Anibal Rojas: saxofon (2017, 2019, 2021 – záskok, 2024–současnost)
- Sam Ryan: zpěv (2019 – záskok, 2023, 2024–současnost)
- Ravi Best: trubka (2021–současnost)
- Nir Felder: kytara (2022–současnost)
- Gabe Cummins: kytara, doprovodné vokály (2024–současnost)

### Bývalí členové
Původní osmička
- Al Kooper: klávesy, zpěv (1967–1968)
- Randy Brecker: trubka, křídlovka (1967–1968)
- Jerry Weiss: trubka, křídlovka, doprovodné vokály (1967–1968)
- Fred Lipsius: altsaxofon, klávesy (1967–1972)
- Dick Halligan: klávesy, pozoun, žestě, flétna, doprovodné vokály (1967–1972) †
- Steve Katz: kytara, harmonika, flétna, mandolína, zpěv (1967–1973; a jako speciální host na některých koncertech 2008–2010)
- Jim Fielder: baskytara, kytara, doprovodné vokály (1967–1974; speciální host březen 2022)
- Bobby Colomby: bicí, perkuse, doprovodné vokály (1967–1977)

Další členové
- David Clayton-Thomas: zpěv, kytara (1968–1972, 1974–1981, 1984–2004)[2]
- Lew Soloff: trubka, křídlovka (1968–1973) †
- Chuck Winfield: trubka, křídlovka, doprovodný zpěv (1968–1973)
- Jerry Hyman: pozouny, zobcová flétna (1968–1970)
- Dave Bargeron: pozoun, tuba, žestě, baskytara, doprovodný zpěv (1970–1978)
- Bobby Doyle: zpěv, klavír (1972) †
- Joe Henderson: tenorsaxofon (1972) †
- Lou Marini Jr.: tenor & soprán saxofon, flétna (1972–1974)
- Larry Willis: klávesy (1972–1978) †
- Georg Wadenius: kytara, zpěv (1972–1975)
- Jerry Fisher: zpěv (1972–1974)
- Tom Malone: pozoun, trubka, křídlovka, alt sax, baskytara (1973)
- John Madrid: trubka, křídlovka (1973)
- Jerry LaCroix: zpěv, altsax, flétna, harmonika (1974) †
- Ron McClure: baskytara (1974–1975, 1976)
- Tony Klatka: trubka, žestě (1974–1978)
- Bill Tillman: altsax, flétna, klarinet, doprovodný zpěv (1974–1977) †
- Luther Kent: zpěv (1974)
- Joe Giorgianni: trubka, křídlovka (1974–1975)
- Jaco Pastorius: baskytara (1975–1976) †
- Steve Khan: kytara (1975)
- Mike Stern: kytara (1975–1977)
- Keith Jones: baskytara (1976)
- Danny Trifan: baskytara (1976–1977)
- Forrest Buchtel: trubka (1975–1977)
- Don Alias: perkuse (1975–1976) †
- Roy McCurdy: bicí (1976–1977)
- Jeff Richman: kytara (1976, zástup za Sterna)
- Randy Bernsen: kytara (1977)
- Barry Finnerty: kytara (1977–1978)
- Neil Stubenhaus: baskytara (1977–1978)
- Gregory Herbert: saxofon (1977–1978) †
- Michael Lawrence: trubka (1977) †
- Chris Albert: trubka (1977–1978)
- Bobby Economou: bicí (1977–1978, 1979–1981, 1994–1995)
- Kenny Marco: kytara (1979)
- David Piltch: baskytara (1979–1980)
- Joe Sealy: klávesy (1979)
- Bruce Cassidy: trubka, křídlovka (1979–1980)
- Earl Seymour: sax, flétna (1979–1981) †
- Steve Kennedy: sax, flétna (1979)
- Sally Chappis: bicí (1979)
- Harvey Kogan: sax, flétna (1979)
- Jack Scarangella: bicí (1979)
- Vernon Dorge: sax, flétna (1979–1981)
- Robert Piltch: kytara (1979–1980)
- Richard Martinez: klávesy (1979–1980)
- Wayne Pedzwater: baskytara (1980–1981)
- Peter Harris: kytara (1980–1981)
- Lou Pomanti: klávesy (1980–1981)
- Mic Gillette: trubka (1980–1981) †
- James Kidwell: kytara (1984–1985)
- Al Hospers: baskytara (1984–1985)
- Jeff Michael Andrews: baskytara (1984–1985)
- Taras Kovayl: klávesy (1984–1985)
- Tim Ouimette: trubka, žestě (1984–1985)
- Mario Cruz: sax, flétna (1984–1985)
- Ricky Sebastian: bicí (1984–1985)
- Steve Guttman: trubka (1985–2005)
- Dave Gellis: kytara (1985–1990, 1996; fill-in – 1998, 2005–2016, 2017, 2018)
- Ray Peterson: baskytara (1985–1986)
- Scott Kreitzer: sax, flétna (1985–1986)
- Teddy Mulet: pozoun (1985–1986), trubka (2005–2013)
- Barry Danielian: trubka (1985–1986, 2013–2014)
- Richard Sussman: klávesy (1985–1987)
- Randy Andos: pozoun (1986)
- Tom Timko: sax, flétna (1986–87, 1995, 1998–2001, 2005–08, 2009–10)
- Tom DeFaria: bicí (1985–1986)
- John Conte: baskytara (1986–1987)
- Steve Conte: kytara (1986, 2013)
- Jeff Gellis: baskytara (1987–1990)
- Charley Gordon: pozoun (1987, 1988–1994, 2001, 2013–2014)
- Dave Panichi: pozoun (1987–1988, 1997–1998)
- Dave Riekenberg: sax, flétna (1987–1990, 1995–1998)
- Jerry Sokolov: trubka (1987–1994)
- Graham Hawthorne: bicí (1987–1988, 1989–1991)
- Van Romaine: bicí (1988–1989)
- Nick Saya: bicí (1991)
- Neil Capolongo: bicí (1991–1993)
- Peter Abbott: bicí (fill-in – rané 1990s)
- Wayne Schuster: sax, flétna (1990–1991)
- Larry DeBari: kytara, zpěv (1990–1997) †
- Gary Foote: baskytara (1990–1994, 1996–2004, 2005–2012)
- Jack Bashcow: sax, flétna (1992)
- Tim Ries: sax, flétna (1992–1993, 1993–1995)
- Matt King: klávesy (1994–1998)
- Mike Mancini: klávesy (fill-in – 1980s/1990s)
- Henry Hey: klávesy (fill-in – polovina 1990s)
- Cliff Korman: klávesy (fill‑in – polovina 1990s)
- Mike DuClos: baskytara (1994–1996)
- Jonathan Peretz: bicí (1995–1997)
- Craig Johnson: trubka (1994–1998)
- Matt Milmerstadt: bicí (1995, 1998)
- Tom Guarna: kytara (1997–1998)
- Jon Owens: trubka (1998–2000)
- Charles Pillow: sax, flétna (fill‑in – 1998)
- Brian Delaney: bicí (1997–1998, 2001)
- Dave Stahl: trubka (fill‑in – 1995–1999)
- Winston Byrd: trubka (fill‑in – 1998)
- Dave Pietro: sax, flétna (fill‑in – 1998)
- Dale Kirkland: pozoun (1995–1996, 1998, 1999–2001, 2002–2006; fill-in – 2007)
- Pat Hallaran: pozoun (1998–1999)
- James Fox: kytara (1998–2000)
- Dan Zank: klávesy (1998–2000)
- Zach Danziger: bicí (1998–2001)
- Joe Mosello: trubka (2000–2002)
- Gil Parris: kytara (2000)
- Gregg Sullivan: kytara (2000–2004)
- Phil Magallanes: klávesy (2000–2001)
- Chris Fischer: klávesy (2001)
- Andrea Valentini: bicí (2001–2012)
- Darcy Hepner: sax, flétna (1999 fill-in, 2001–2004)
- John Samorian: klávesy (2001–2003)
- Nick Marchione: trubka (2002–2004; fill-in – 2015)
- Eric Cortright: klávesy (2003–2004)
- Leo Huppert: baskytara (2004)
- Steve Jankowski: trubka (2005–2013)
- Rob Paparozzi: zpěv, harmonika (2005–2011)
- Scottie Wallace: zpěv (alternace s Robem P. – 2005–2006)
- Thomas Connor: zpěv, harmonika (2006–2008; fill‑in 2008–2019)
- Tommy Mitchell: zpěv (fill‑in 1 koncert 2007)
- Jens Wendelboe: pozoun (2006–2013)
- Chris Tedesco: trubka (fill‑in za Muleta – 2007)
- Brian Steel: sax (fill‑in – 2008)
- Bill Churchville: trubka (fill‑in – 2008)
- Ken Gioffre: sax (2010–2015, 2016–současnost)
- Jon Pruitt: klávesy (fill‑in za McClellanda – 2010)
- Ralph Bowen: sax (fill‑in za Gioffre – 2011)
- Dave Anderson: baskytara (fill‑in za Foote – 2011; člen 2012–2013)
- Jason Paige: zpěv (2011–2012)
- Bernard Purdie: bicí (zahrál jednu skladbu 2011)
- Tom Bowes: zpěv (2012, 2018)
- David Aldo: zpěv (2012–2013)
- Joel Rosenblatt: bicí (2012–2015; fill‑in za Elise – červen 2017, 2024)
- Bo Bice: zpěv (2013–2018)
- Jon Ossman: baskytara (2013–2014)
- Michael Davis: pozoun (2013)
- Carl Fischer: trubka (2013–2015, 2016)
- Dan Levine: pozoun (2014 & 2015 – fill‑in; 2016–2018)
- Dillon Kondor: kytara (fill‑in – 2014–2016, 2017–2018)
- Buster Hemphill: baskytara (2014–2016, 2018, 2022 fill‑in, 2024)
- Trevor Neumann: trubka (2014–2016)
- Brandon Wright: sax (2014 – fill‑in)
- Mike Cottone: trubka (2015–2016)
- Mike Boscarino: pozoun (2015–2016, 2018, 2019–2022)
- Leonardo Amuedo: kytara (2016)
- Jonathan Powell: trubka (2017–2021)
- Mark Miller: pozoun (2017, 2018 fill‑in)
- Frank David Greene: trubka (2017 fill‑in)
- Bryan Davis: trubka (2017 fill‑in)
- Brian Bonvissuto: pozoun (2017 fill‑in)
- Greg Mayo: kytara (2018)
- Julian Coryell: kytara, zpěv (2018 fill‑in, 2019–2022)
- Chris Rodriguez: kytara, zpěv (2019)
- Hadrien Feraud: baskytara (2019 fill‑in)
- Chris Shutters: zpěv (2023 fill‑in)

## Diskografie

### Studiová alba
- Child Is Father to the Man (1968) Producent: John Simon
- Blood, Sweat & Tears (1969) Producent: James William Guercio
- Blood, Sweat & Tears 3 (1970) Producent: Bobby Colomby and Roy Halee
- The Owl and the Pussy Cat (Soundtrack) (1970) Producent: Thomas Z. Shepard
- Blood, Sweat & Tears 4 (1971) Producents: Don Heckman, Roy Halee and Bobby Colomby
- New Blood (1972) Producent: Bobby Colomby
- No Sweat (1973) Producent: Steve Tyrell
- Mirror Image (1974) Producent: Henry Cosby
- New City (1975) Producent: Jimmy Ienner
- More Than Ever (1976) Producent: Bob James
- Brand New Day (1977) Producents: Bobby Colomby and Roy Halee
- Nuclear Blues (1980) Producent: Jerry Goldstein
- Latin Fire (1985) [recorded 1980/81]

### Koncertní alba
- Live And Improvised (1991) [nahráno 1975] Producenti: Bobby Colomby a Jimmy Ienner
- Live (1994) [nahráno v The Street Scene, Los Angeles, 12. října, 1980.)

### Výběrová alba
- Greatest Hits (1972)
- Super Hits (1998)
- What Goes Up! The Best of Blood, Sweat & Tears (1995) Producent výběru: Bob Irwin

### Singly
- I Can't Quit Her (1968)
- I Love You More Than You'll Ever Know (1968)
- You've Made Me So Very Happy (1969)
- Spinning Wheel (1969)
- And When I Die (1969)
- Hi-De-Ho (1970)
- Lucretia MacEvil (1970)
- Go Down Gamblin' (1971)